# Bundesautobahn 540
Die Bundesautobahn 540 (Abkürzung: BAB 540) – Kurzform: Autobahn 540 (Abkürzung: A 540) – war eine Bundesautobahn im deutschen Bundesland Nordrhein-Westfalen und führte auf einer Länge von rund sieben Kilometern von Jüchen in den Süden von Grevenbroich. Anfang 2020 wurde die Autobahn zur Bundesstraße zurückgestuft und gliedert sich in den Streckenverlauf der Bundesstraße 59 ein, allerdings wurde die Strecke bis heute nicht neu ausgeschildert.

## Verlauf
Die Strecke besitzt durchgehend je Richtung zwei Fahr- und einen Standstreifen und beginnt im Norden an der Anschlussstelle Jüchen (12) der BAB 46 (Heinsberg – Neuss). Bis zur Anschlussstelle Gustorf führt die Strecke in einer abschüssigen langen Gerade über verkipptes und renaturiertes Gebiet des ehemaligen Tagebaus Garzweiler I. Danach schwenkt sie in einer lang gezogenen Kurve mehr in östliche Richtung und führt durch ein Waldgebiet, um kurz vor der Anschlussstelle Frimmersdorf die Erft zu überqueren. Bis zum Autobahnende am Kreisel Grevenbroich-Süd liegt die Trasse dann unmittelbar am nördlichen Rand der Vollrather Höhe, einer markanten Hochkippe mit Windpark. Der Kreisverkehr im Süden Grevenbroichs bindet die Autobahn mit der B 59 bzw. L 361 (Kölner Landstraße) sowie zum Aluminiumwerk Speira an.

## Geschichte

### Realisierte Planungen
Ursprünglich war geplant, die Autobahn als Ersatz für die B 59 von Grevenbroich über Rommerskirchen nach Köln-Bocklemünd mit Anschluss an die A 1 zu führen. Diese Strecke hätte die Hauptverbindung zwischen Köln und dem westlichen Niederrhein-Gebiet um Mönchengladbach dargestellt, zumal die heute diese Aufgabe übernehmende A 61 erst Mitte der 1980er Jahre gebaut wurde. Der einzige Abschnitt dieser geplanten Autobahnstrecke wurde von 1975 bis 1978 zwischen Jüchen und Grevenbroich errichtet.

### Ausbau der nicht realisierten Trasse
Der Abschnitt zwischen Rommerskirchen und dem Anschluss an die A 1 bei Köln-Bocklemünd ist mittlerweile als Umgehungsstraße der Bundesstraße 59n realisiert worden. Der Abschnitt zwischen Grevenbroich und Rommerskirchen ist als Ausbau der B 59 weiterhin geplant.
Die Umgehungsstraße B 59n ist eine Parallelstraße zur B 59 (Venloer Straße) und entspricht in ihrem Verlauf in etwa den alten Plänen der A 540. Sie ist inzwischen teilweise dreispurig ausgebaut, um das sichere Überholen auf mehreren Teilstücken in beiden Fahrtrichtungen zu ermöglichen, da das gut ausgebaute Teilstück von vielen Lkw genutzt wird. Die dabei neu gebauten Brücken lassen eine vierspurige Verbreiterung nicht zu.

## Besonderheiten

### Abriss wegen Tagebaus
Das etwa zwei Kilometer lange Teilstück zwischen der Anschlussstelle Jüchen (BAB 46) und der Anschlussstelle Gustorf wurde am 1. September 1991 für den Verkehr gesperrt und daraufhin abgerissen, da das Gelände, durch das die Trasse führte, zum Braunkohleabbau freigegeben war (Nordfeld im Tagebau Garzweiler). Für drei Jahre wurde in diesem Gebiet die Braunkohle abgebaut, drei weitere Jahre wurden für die Verfüllung der Grube und Renaturierung der Landschaft benötigt. Mit der Wiederherstellung der Autobahntrasse begann man im Jahr 1996, Ende 1997 wurde die wieder hergestellte Autobahnstrecke mitsamt einer neuen Brücke zur Überquerung der Grubenrandstraße dem Verkehr übergeben. Insgesamt betrugen die Kosten für dieses Unternehmen rund vier Millionen Euro.

### Filmset

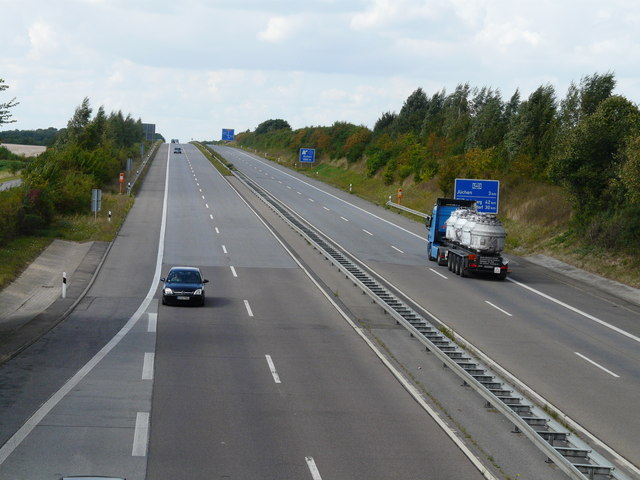
Das für Dreharbeiten genutzte Teilstück

Das Autobahnteilstück zwischen Jüchen und Gustorf kann, ohne große Verkehrsprobleme zu verursachen, für den öffentlichen Verkehr gesperrt werden. Aus diesem Grund und aufgrund der Nähe zu den Medienstandorten Köln und Düsseldorf diente die A 540 bis 2005, vor dem Umzug des Sets zur Filmautobahn nach Aldenhoven, regelmäßig als Drehort der Firma action concept für die Actionszenen in der RTL-Krimiserie Alarm für Cobra 11 – Die Autobahnpolizei. Für diesen Zweck wurde sie stundenweise für den regulären Verkehr gesperrt. Aufgrund der von der Autobahn gut einsehbaren Kraftwerke Frimmersdorf und Neurath lassen sich in der Serie die auf diesem Abschnitt gefilmten Szenen gut erkennen.

### Unwetter
Bei einem schweren Unwetter am Pfingstmontag, 9. Juni 2014 wurden viele Bäume entwurzelt, die auf die Richtungsfahrbahn Rommerskirchen kippten, so dass die Autobahn von der AS Gustorf bis Ausbauende Grevenbroich-Süd in Richtung Rommerskirchen bis zum 12. Juni 2014 gesperrt werden musste. Durch die Sperrung konnten die Unwetterschäden beseitigt werden.

### Kein Stau
Da der Durchgangsverkehr zwischen Köln und Mönchengladbach sowie der Region westlich des Niederrheins überwiegend durch die Bundesautobahnen 57 und 61 abgewickelt wird, dient die A 540 heute hauptsächlich nur dem lokalen Verkehr als Ortsumfahrung von Grevenbroich. Die Autobahn ist als richtungsgetrennte, vierspurige Trasse damit für ihre tatsächliche Verkehrsbelastung (maximal 16.000 Kfz/h zwischen Jüchen und Gustorf) überdimensioniert. Dies hat zur Folge, dass sich im Zeitraum zwischen Januar 2012 und Mai 2017 auf dieser Autobahn – als einziger in ganz Nordrhein-Westfalen – kein einziger Stau gebildet hat.

### Herabstufung zur Bundesstraße
Anfang 2020 wurde die Autobahn zur Bundesstraße zurückgestuft und gliedert sich in den Streckenverlauf der Bundesstraße 59 ein. Grund hierfür sind Projekte für ein interkommunales Gewerbegebiet der Städte Jüchen und Grevenbroich. Die typisch blaue Autobahnbeschilderung sollte im Sommer 2020 zurückgebaut sowie Temposchilder aufgestellt werden, was aber nicht umgesetzt wurde. Der Austausch der Schilder war laut Straßen.NRW dann für den Jahresverlauf 2022 vorgesehen; eine Veränderung der zulässigen Höchstgeschwindigkeit, die bei der gegenwärtigen baulichen Situation der Strecke identisch wie bei einer Autobahn angewendet werden kann, sollte entgegen der ursprünglichen Planung von 2019 jedoch nicht erfolgen. Im September 2022 erklärte Straßen.NRW, dass eine Neuausschilderung spätestens mit der Eröffnung des Gewerbegebietes erfolgen solle. Einen Zeitpunkt oder -rahmen nannte eine von der Neuß-Grevenbroicher Zeitung darauf angesprochene Projektleiterin dafür nicht.